# Tour de Lombardie 1953
La 47e édition du Tour de Lombardie a eu lieu le 25 octobre 1953. Le parcours s'est déroulé entre Milan et Milan sur une distance de 222 kilomètres. La course a été remportée par le coureur italien Bruno Landi.

## Classement final
| Place | Coureur          | Équipe           | Temps           |
| ----- | ---------------- | ---------------- | --------------- |
| 1     | Bruno Landi      | Fiorelli         | 6 h 01 min 50 s |
| 2     | Pino Cerami      | Peugeot-Dunlop   | m.t.            |
| 3     | Pierre Molinéris | Fiorelli         | m.t.            |
| 4     | Stan Ockers      | Peugeot-Dunlop   | m.t.            |
| 5     | Angelo Conterno  | Frejus           | m.t.            |
| 6     | Jan De Valck     | Garin-Wolber     | m.t.            |
| 7     | Fiorenzo Magni   | Ganna-Ursus      | m.t.            |
| 8     | Donato Zampini   | Benotto-Levrieri | m.t.            |
| 9     | Bruno Monti      | Arbos            | m.t.            |
| 10    | Mino De Rossi    | Bianchi-Pirelli  | m.t.            |